# Scoglio dello Schiavone (Procida)
Lo scoglio dello Schiavone è uno scoglio in prossimità dell'isola di Procida, in Campania, adiacente alla punta della Lingua, non distante dallo scoglio Sant'Anna.
Non va confuso con lo scoglio omonimo in prossimità di Monte di Procida, sul lato opposto del canale di Procida.